# Rosa Acle
Rosa Acle (Río de Janeiro, 1 de enero de 1916 - 11 de junio de 1990), fue una artista, profesora de yoga y pintora brasileña, residente en Uruguay.

## Biografía
Sus padres eran libaneses, viajó a Montevideo junto a su familia. Tomó clases privadas con Joaquín Torres García y se unió a su taller y a la Asociación de Arte Constructivo. En 1938 ilustró la traducción de la uruguaya Laila Neffa del libro "Voces de Oriente" de Jalil Gibran. Viajó a Francia y luego a Australia donde se radicó en Melbourne durante 8 años para luego volver a Uruguay y establecer su propio taller.